# ارزش خرابه
ارزش خرابه مفهومی است بدین معنا که ساختمانها جوری طراحی شوند که وقتی نهایتاً فرو ریختند، خرابه‌هایی با ارزش هنری از خود برجا بگذارند که بدون نیاز به نگهداری برای همیشه باقی بماند. آلبرت اشپر هنگام برنامه‌ریزی برای المپیک برلین پیشگام این ایده شد.

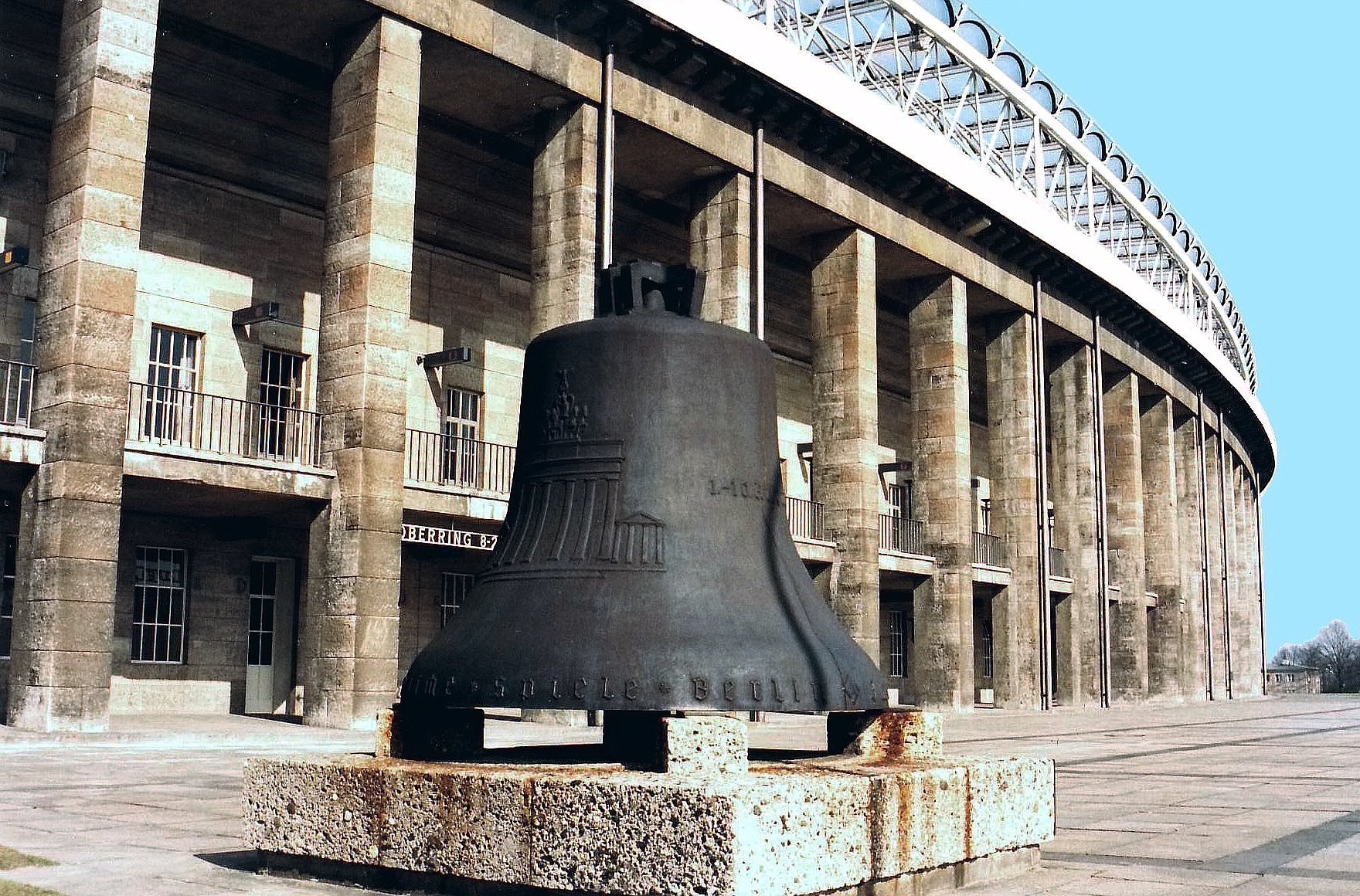
استادیوم المپیک ۱۹۳۶ برلین در ۱۹۹۳

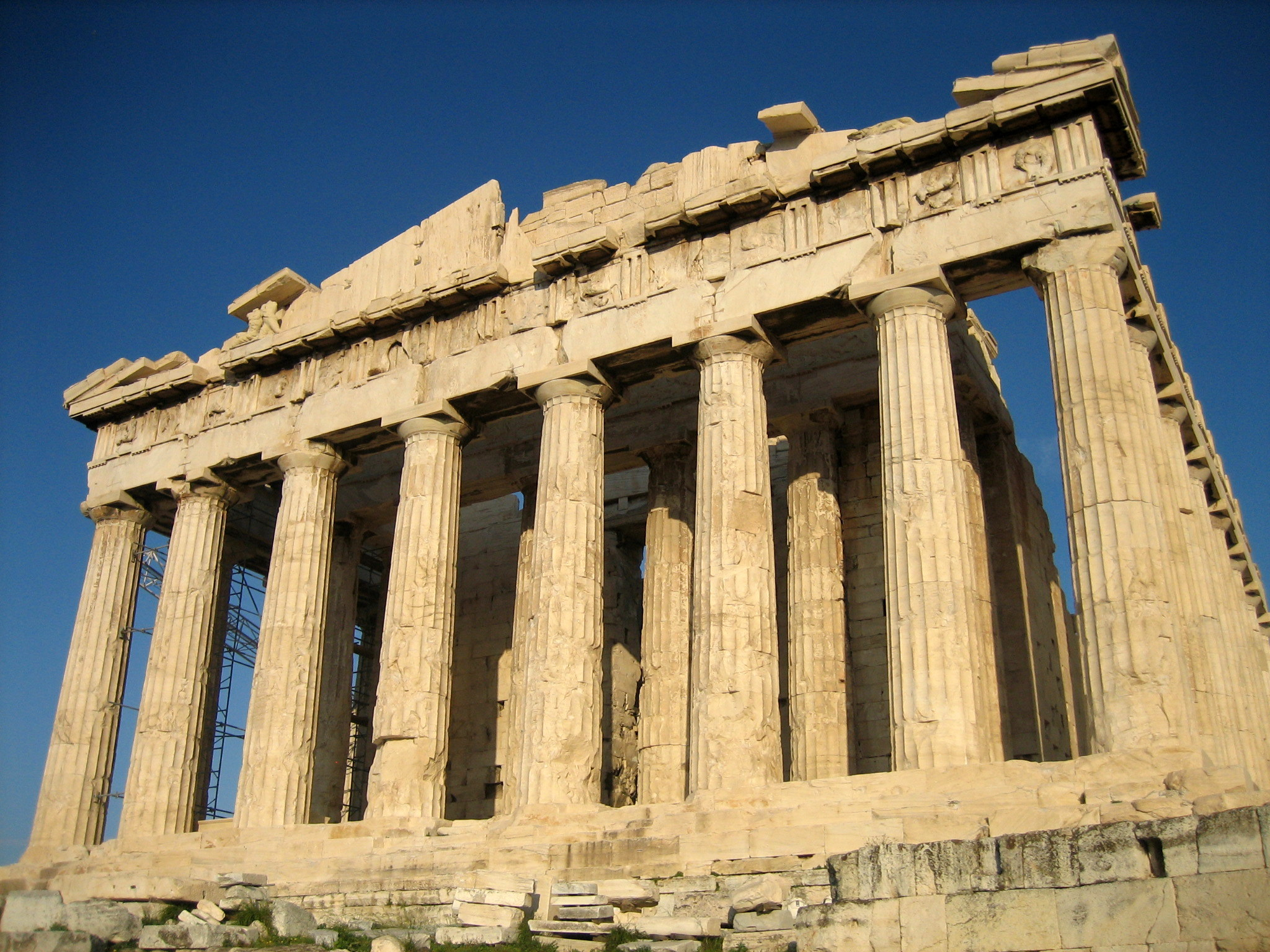
پارتنون، نمونه‌ای از خرابه‌های دلپذیر